# مسجد دار المكمور
مسجد دار المكمور هو مسجد يقع في شارع ييشون الثاني في شمال سنغافورة، وقد أُنشئ المسجد في عام 1987 .

## التاريخ
بدأت خطة بناء مسجد دار المكمور في ييشون السكنية في وقت مبكر من ثمانينات القرن العشرين، وقد بلغ عدد المسلمين المقيمين في ييشون 102 فرد فقط، ومن هذه المجموعة الصغيرة وبدعم من المجلس الديني الإسلامي في سنغافورة (مويس) تم تنظيم تجمع كبير مع الحضور المسلمين المقيمين في المناطق المجاورة والقرى مثل سيمباوانج الملايو وكامبونج تينغا وتانجونغ ترو، ووافق المجتمعون على تشكيل لجنة لبناء المسجد واقتراح قائمة من الأسماء أرسلت للموافقة عليها، وفي يوم الأحد الثالث من أبريل من عام 1983 أعلن عن بدء الإجراءات اللازمة لبناء المسجد وجمع التبرعات الكفيلة ببنائه، وقد جمع في بداية الأمر 9000 دولار سنغافوري خلال أول اجتماع للجنة بناء المسجد، شرعت اللجنة بمهمة جمع الأموال لتجهيز المسجد الجديد والديكورات الداخلية، واقترحت عدة أسماء للمسجد الجديد مثل مسجد الجنة مسجد المكمور، وأخيرا اختارت لجنة بناء المسجد اسم دار المكمور كاسم للمسجد الجديد في ييشون، وبمساهمة ودعم لجنة بناء المساجد والسكان المسلمين في ييشون والمناطق القريبة منها اكتمل بناء مسجد دار مكمور، وافتتح في الخامس والعشرين من شهر يوليو من عام 1987، وذلك في صلاة عيد الأضحى عام 1407 هـ .

## رياض الأطفال دار المكمور
- مرحلة ما قبل المدرسة للأطفال من سن 4 إلى 6 سنوات من العمر (مسجل تحت وزارة التربية والتعليم في سنغافورة) .
- الحضانة لمدة 4 سنوات من العمر، والروضة من سن سنة إلى 5 سنوات من العمر، وأخرى من سن سنتين إلى 6 سنوات من العمر .
- الوظيفة الرئيسية هي تأهيل جيل الشباب ليكون خليفة أو مسلم جيد والتركيز على حاجة الطفل حسب الفئات العمرية .
- القوة الوظيفية : 5 معلمين لمرحلة ما قبل المدرسة ومعلم للمرحلة الرئيسية .

## وصلات خارجية
- الموقع الرسمي لمسجد دار المكمور
- موقع مسجد دار المكمور على الخريطة